# Hrabstwo Lee (Kentucky)

Piramida wieku hrabstwa

Hrabstwo Lee – hrabstwo w USA, w stanie Kentucky. Według danych z 2010 roku, hrabstwo zamieszkiwało 7887 osób. Siedzibą hrabstwa jest Beattyville.